# Roland Siesing
Roland Siesing (* 1962; † 2022) war ein deutscher Basketballspieler.

## Werdegang
Für die Nationalmannschaft der Deutschen Demokratischen Republik bestritt Siesing 14 Länderspiele.
Er gehörte zur Mannschaft der HSG TU Magdeburg, die im Mai 1988 in Karl-Marx-Stadt unter Trainer Karl-Heinz Gärtner Basketballmeister der Deutschen Demokratischen Republik wurde. 1989 wiederholte er mit der Magdeburger Mannschaft diesen Erfolg.
Der als Innenspieler eingesetzte Siesing trat mit Magdeburg im Herbst 1990 im Europapokalwettbewerb Korać-Cup an. Beide Spiele gegen KK Olimpija Ljubljana wurden deutlich verloren. Zehn Jahre übte er den Basketballsport nicht aus, ehe er sich dem SV Wolmirsleben anschloss. Im Altherrenbereich nahm Siesing mit dem 1. Magdeburger BC an deutschen Meisterschaften teil.